# إيفلينا
إيفلينا (بالفنلندية: Evelina)‏ هي مغنية مؤلفة فنلندية، ولدت في 27 مايو 1995 في فنلندا.

## وصلات خارجية
- الموقع الرسمي
- إيفلينا على موقع IMDb (الإنجليزية)
- إيفلينا على موقع ميوزك برينز (الإنجليزية)
- إيفلينا على موقع ميوزك برينز (الإنجليزية)
- إيفلينا على موقع أول ميوزيك (الإنجليزية)
- إيفلينا على موقع أول ميوزيك (الإنجليزية)
- إيفلينا على موقع ديسكوغز (الإنجليزية)
- إيفلينا على موقع ديسكوغز (الإنجليزية)
- إيفلينا على موقع قاعدة بيانات الفيلم (الإنجليزية)